# Nihoa hawaiiensis
Nihoa hawaiiensis là một loài nhện trong họ Barychelidae. Loài này phân bố ờ Hawaii.